# Municipio de Cascade (Iowa)
El municipio de Cascade (en inglés: Cascade Township) es un municipio ubicado en el condado de Dubuque en el estado estadounidense de Iowa. En el año 2010 tenía una población de 1135 habitantes y una densidad poblacional de 12,24 personas por km².

## Geografía
El municipio de Cascade se encuentra ubicado en las coordenadas 42°20′21″N 91°4′19″O / 42.33917, -91.07194. Según la Oficina del Censo de los Estados Unidos, el municipio tiene una superficie total de 92.71 km², de la cual 92,71 km² corresponden a tierra firme y (0 %) 0 km² es agua.

## Demografía
Según el censo de 2010, había 1135 personas residiendo en el municipio de Cascade. La densidad de población era de 12,24 hab./km². De los 1135 habitantes, el municipio de Cascade estaba compuesto por el 97,18 % blancos, el 0,7 % eran afroamericanos, el 0,53 % eran asiáticos, el 1,5 % eran de otras razas y el 0,09 % eran de una mezcla de razas. Del total de la población el 2,91 % eran hispanos o latinos de cualquier raza.